# Chiesa di Santo Stefano Protomartire (Osnago)
La chiesa di Santo Stefano Protomartire è la parrocchiale di Osnago, in provincia di Lecco ed arcidiocesi di Milano; fa parte del decanato di Merate.

## Storia
Nel Liber Notitiae Sanctorum Mediolani, redatto da Goffredo da Bussero, si legge che l'originaria cappella di Osnago era filiale della pieve di San Vittore di Missaglia.
Dalla relazione della visita pastorale del 1757 dell'arcivescovo di Milano Giuseppe Pozzobonelli si apprende che la parrocchiale, in cui avevano sede l'istituto della Dottrina Cristiana, la confraternita dei Santissimi Sacramento e Rosario e il sodalizio della Santissima Croce, aveva come filiale l'oratorio della Beata Vergine Maria Lauretana e che i fedeli ammontavano a 815.
Il 17 novembre 1770 iniziarono i lavori di ricostruzione della chiesa con la posa della prima pietra; l'edificio, disegnato da Giulio Galliori e realizzato grazie al sostegno economico del conte Benedetto Arese Lucini, venne inaugurato nel 1782.
Verso la metà del XIX secolo la struttura fu interessata da un restauro; il 7 marzo 1854 l'arcivescovo Bartolomeo Carlo Romilli assegnò la parrocchia al vicariato di Merate.
L'arcivescovo Andrea Carlo Ferrari, durante la sua visita del 1897, trovò che la chiesa di Santo Stefano Protomartire, alle dipendenze della quale v'erano la cappella della Beata Vergine di Loreto e l'oratorio privato di San Francesco d'Assisi, era sede della confraternita del Santissimo Sacramento.
Negli anni settanta la chiesa fu adeguata alle norme postconciliari e tra il 1999 e il 2000 il campanile venne restaurato.

## Descrizione

### Esterno
La facciata a salienti della chiesa, rivolta a levante, è suddivisa da una cornice marcapiano in due registri, entrambi scanditi da lesene: quello inferiore presenta i tre portali d'ingresso, mentre quelli superiore, affiancato da due volute, è caratterizzato da un rilievo centrale e coronato dal frontoncino triangolare. 
Annesso alla parrocchiale è il campanile a base quadrata, alto 36 metri e dotato di cinque campane; la cella presenta su ogni lato una monofora ed è coperta dalla cupoletta poggiante sul tamburo.

### Interno
L'interno dell'edificio si compone di un'unica navata, sulla quale si affacciano quattro cappelle laterali ed altrettante nicchie; al termine dell'aula si sviluppa il presbiterio, composto di due campate e chiuso dall'abside semicircolare.
Qui sono conservate diverse opere di pregio, tra le quali la pala con soggetto la Madonna col Bambino assieme ai santi Rocco e Severino, la tela raffigurante le Stimmate di San Francesco, eseguita nel 1605 da Ortensio Crespi, il gruppo scultoreo del Cristo morto assieme alla Madonna Addolorata e il quadro ritraente la Deposizione della Croce, dipinta da Ippolito Scarsella